# Мадалена (Варезе)
Мадалена је насеље у Италији у округу Варезе, региону Ломбардија.
Према процени из 2011. у насељу је живело 774 становника. Насеље се налази на надморској висини од 213 м.